# Катастрофа Ан-24 в Черкесске
Катастрофа Ан-24 в Черкесске — крупная авиационная катастрофа, произошедшая во вторник 18 марта 1997 года. Авиалайнер Ан-24РВ «Ставропольской акционерной авиакомпании (СААК)» выполнял международный пассажирский рейс СЖЛ-1023 по маршруту Ставрополь—Трабзон, но через 32 минуты после взлёта, во время крейсерского полёта на высоте 6000 метров, внезапно разрушился в воздухе и рухнул в лес в районе Черкесска. Погибли все находившиеся на его борту 50 человек — 44 пассажира и 6 членов экипажа.
Катастрофа рейса 1023 стала крупнейшей авиационной катастрофой на территории Карачаево-Черкесии.

## Самолёт
Ан-24РВ (заводской номер 37308502, серийный 085-02) был выпущен Киевским авиационным заводом 28 марта 1973 года и продан МГА СССР (авиакомпания «Аэрофлот»), которое присвоило лайнеру регистрационный номер CCCP-46516 и ко 2 апреля направило его в Ставропольский объединённый авиаотряд Северо-Кавказского управления гражданской авиации; 20 января 1993 года Ставропольский ОАО был преобразован в «Ставропольскую акционерную авиакомпанию (СААК)». Оснащён двумя турбовинтовыми двигателями АИ-24 производства ЗМКБ «Прогресс» имени А. Г. Ивченко.
Это был достаточно старый самолёт возрастом 24 года при назначенном ресурсе 25 лет. Всего лайнер прошёл 7 ремонтов, последний из которых был 26 сентября 1991 года на АРЗ №412 (Ростов-на-Дону). После последнего ремонта межремонтный срок службы был установлен 5 лет и 5000 лётных часов, позже был увеличен до 6 лет и 6000 часов при 5000 циклах «взлёт-посадка» (решение ФАС 252.33-503 от 24 октября 1996 года). На день катастрофы лайнер совершил 27 628 циклов «взлёт-посадка» и налетал 41 181 час 46 минут; наработка после последнего ремонта составляла 3660 циклов «взлёт-посадка» и 5912 часов 46 минут.

## Экипаж
Самолётом управлял опытный экипаж, его состав был таким:
- Командир воздушного судна (КВС) — 41-летний Виктор Васильевич Гончаров. Родился 7 апреля 1955 года. Пилот 1-го класса. Налетал 12 641 час, 11 600 из них на Ан-24 (9600 из них в должности КВС)[2].
- Второй пилот — 34-летний Игорь Евгеньевич Осипов. Родился 6 октября 1962 года. Пилот 3-го класса. С момента окончания лётного училища налетал 4563 часа 25 минут, 2657 часов 8 минут из них на Ан-24[2].
- Штурман-инструктор — 40-летний Валерий Анатольевич Никифоров. Родился 12 июля 1956 года. Штурман 1-го класса. С момента окончания штурманского училища налетал 11 582 часа 55 минут, 11 230 из них на Ан-24 и Ан-26[2].
- Бортмеханик — 38-летний Рустем Нуриевич Асанов. Родился 23 октября 1958 года. Бортмеханик 2-го класса. С момента окончания училища налетал 3952 часа 23 минуты, все на Ан-24[2].
- Проверяющий бортмеханик-инструктор — 47-летний Алексей Григорьевич Жердев. Родился 31 марта 1950 года. Бортмеханик 1-го класса. Налетал 11 639 часов 40 минут, все на Ан-24[2].

В салоне самолёта работала одна стюардесса — 28-летняя Ольга Николаевна Спивакова. Родилась 8 июля 1968 года. С момента окончания обучения на должность налетала 3057 часов 40 минут, 2000 из них на Ан-24.
Также в салоне самолёта находились три служебных пассажира для обслуживания самолёта в аэропорту Трабзона:
- Владимир Александрович Пивоваров — авиатехник,
- Александр Васильевич Гаврилов — инженер по АиРЭО;
- Феликс Шамильевич Асанов — представитель авиакомпании «СААК» в аэропорту Трабзона.

На момент катастрофы лётный экипаж имел время работы 3 часа 2 минуты, стюардесса — 2 часа 57 минут.

## Катастрофа
Ан-24РВ борт RA-46516 выполнял чартерный пассажирский рейс СЖЛ-1023 (SVL-1023) из Ставрополя в Трабзон по перевозке группы туристов. В 04:00 UTC экипаж нормально прошёл медицинский осмотр, после чего начал выполнять предполётную подготовку. Согласно полученному прогнозу погоды, на всём маршруте полёта ожидался сильный ветер курсом 260°, а на эшелонах от 5 до 7000 метров ожидалась турбулентность. На борт самолёта сел 41 пассажир с 170-ю килограммами ручной клади. Взлётный вес авиалайнера составлял 21 523 килограмма при центровке 25,3% САХ, что не выходило за пределы.
В 06:30 рейс 1023 вылетел из Ставрополя и по указанию диспетчера подхода занял высоту 2700 метров. В 06:37, пройдя Северный, экипаж перешёл на связь с диспетчером в Минеральных Водах и, следуя по маршруту Северный—Пузар—Абела—Передовая под руководством минводовского диспетчера, сперва занял эшелон 4800 метров, а затем 5400 метров. Далее в районе Абелы экипаж запросил у диспетчера увеличения высоты, на что получил разрешение подниматься до высоты 6000 метров, которую и занял в 06:55.
Полёт проходил на крейсерской высоте 6000 метров с приборной скоростью 320—330 км/ч. В 07:03 (10:03 местного времени), когда рейс СЖЛ-1023 пролетал над восточной окраиной Черкесска, в 82 километрах от аэропорта Минеральных вод и в 99 километрах от аэропорта Ставрополя, информация о рейсе на экране радиолокатора внезапно исчезла, а вместо этого у отметки самолёта появились ещё две отметки, после чего самолёт исчез с радаров. Никаких сигналов бедствия с самолёта при этом не поступало. Впоследствии, как показали данные бортовых самописцев, на эшелоне началось разрушение конструкции фюзеляжа, а через пару секунд хвостовая часть отделилась. Потеряв управление, авиалайнер понёсся вниз с вертикальной скоростью 80—90 м/с и в 07:02:32 (10:02:32 местного времени) с приборной скоростью 480 км/ч с отрицательным тангажом 25° и левым креном 55° врезался в землю всего в 1 километре восточнее жилых районов. От удара самолёт полностью разрушился и загорелся. Все 50 человек на его борту (6 членов экипажа, 41 пассажир и 3 служебных пассажира) погибли.

## Расследование
В результате выполненных на месте катастрофы работ по оценке и анализу технического состояния разрушенных и повреждённых элементов конструкции самолёта, а также специальных лабораторных исследований, проведённых в ГосНИИЭРАТ МО, было установлено следующее: 
Разрушение борта RA-46516 началось в воздухе. Анализ траекторий развития трещин и строение их изломов показали, что очаговая (начальная) зона разрушения конструкции располагалась по правому борту фюзеляжа под туалетом и буфетом в районе шпангоутов № 31-34 между стрингерами № 6-8, окаймляя снизу сливную панель санузла. Очаговая зона представляла собой сквозные коррозионные разрушения обшивки в виде 7 продольных трещин длиной от 100 до 330 миллиметров и 2 поперечные трещины длиной около 160 миллиметров каждая. Кроме того, имелись многочисленные сквозные относительно короткие трещины длиной от 5 до 30 миллиметров. Суммарная длина продольных сквозных трещин на этом участке составляла около 1340 миллиметров. Образование и рост указанных трещин носило коррозионно-усталостный характер. Длина участка с трещинами в продольном направлении с учётом разделяющих их перемычек составляла 1523 миллиметра. Объединение (слияние) трещин произошло путём статического долома перемычек обшивки ремонтной накладки. 
На наружной поверхности обшивки первоначально отделившегося фрагмента имелось 12 ремонтных накладок, 4 из которых располагались непосредственно в очаговой зоне разрушения. Было определено, что одна из 12 накладок была установлена в предпоследнем капитальном ремонте самолёта и ещё одна при устранении дефектов, выявленных при продлении межремонтного ресурса самолёта в августе-октябре 1996 года. Определить, когда и кем были установлены остальные накладки, не представилось возможным. 
Сравнивая указанные данные по критическим размерам трещин с фактически имевшимися на разбившемся самолёте, можно утверждать, что перед последним полётом состояние нижней хвостовой части фюзеляжа было критическим. Поэтому в полёте под действием обычных нагрузок эксплуатационного уровня произошло разрушение перемычек и образование магистральной трещины, вызвавшей катастрофическое (мгновенное) разрушение фюзеляжа, а именно: образование продольной трещины вперёд и назад по полёту вдоль стрингеров №6-8 соответственно до шпангоутов №28 и 40 с разрушением низинок, поражённых коррозией шпангоутов №31-35 на этом участке. Таким образом, разрушение первоначально отделившегося от самолёта фрагмента нижней части фюзеляжа было инициировано неудовлетворительным коррозионным состоянием подпольной зоны фюзеляжа, ослабленной сквозными коррозионными повреждениями обшивки и силовых элементов в районе шпангоутов №31-34 (под туалетом и буфетом). 
Коррозия панелей подпольной части фюзеляжа между шпангоутами № 26 и 40 (особенно в районе туалета и буфета) является массовым и хорошо известным дефектом, который отмечается на всех самолётах, поступающих в ремонт. Изучение и анализ данного дефекта конструкции проводились неоднократно. Было установлено, что коррозия панелей обусловлена воздействием агрессивной среды (скопление атмосферного конденсата, попадание жидкостей из туалета и буфета) при недостаточной антикоррозионной защите материала обшивки и элементов силового набора (алюминиевый сплав типа Д16), склонного к межкристаллитной и расслаивающей видам коррозии; процессы протекали по механизму электрохимической коррозии в присутствии коррозионно-активной среды (влага с различными агрессивными компонентами) на обшивке в районе разрушения панели в течение не менее 2 лет (межкристаллитный характер), а на шпангоутах не менее 6 лет (расслаивающий характер). 
Указанное коррозионное состояние явилось следствием некачественного выполнения работ по противокоррозионной защите и ремонту повреждённых коррозией участков, о чём свидетельствуют: 
1. Низкое качество и неудовлетворительное состояние лакокрасочного покрытия; отсутствие следов защитных профилактических составов.
2. Несоответствие ремонтных накладок на обшивке требованиям нормативных документов и нарушение технологии их установки.
3. Несоответствие требуемых работ при последнем капитальном ремонте самолёта по замене участков шпангоутов поражённых коррозией записям в деле ремонта и фактически выполненным работам.

Факторами, способствовавшими интенсивному коррозионному поражению, явились: 
1. Негерметичность бака унитаза из-за сквозных трещин и коррозионных язв в местах подварки корпуса, выполненной с нарушением технологии сварки (пережог материала сварного шва).
2. Эксплуатация самолёта в течение 16 месяцев в условиях тропического климата (Африка).

Проведённое лабораторное исследование позволяет сделать ещё один вывод — работы по дефектации и ремонту коррозионного поражения фюзеляжа борта RA-46516, связанные с продлением его межремонтного срока службы в августе-октябре 1996 года, были выполнены некачественно. В частности, согласно с полученной оценкой возраста коррозии на момент указанных работ глубина коррозионного поражения элементов конструкции фюзеляжа в районе туалета составляла не менее 0,85 миллиметров, что является недопустимым для продолжения эксплуатации самолёта. Кроме того, выявленная при осмотре в районе шпангоута № 31 сквозная коррозионная трещина в обшивке длиной 50 миллиметров, вопреки действующей нормативной документации не была вырезана с последующей установкой ремонтной накладки, а была только зачищена от коррозии и засверлена с последующей установкой накладки. 
Из материалов расследования следует: 
1. Отказов двигателей систем и бортового оборудования (по данным МСРП-12-96) в полёте не было.
2. Разрушение хвостовой части самолёта произошло в воздухе.
3. Признаков поражения ракетой, взрыва и пожара внутри самолёта в полёте не было.
4. Разрушение нижней хвостовой части фюзеляжа самолёта при отделении фрагмента панели между шпангоутами № 28-40 и стрингерами № 8-13 слева имеет многоочаговый коррозионно-усталостный характер, начавшееся на участке панели в районе туалета и произошедшее от действия нагрузок эксплуатационного уровня (горизонтальный прямолинейный полёт, избыточное давление не более 0,3 кг/см 2).
5. Причиной разрушения панели явилось снижение её несущей способности из-за обширного по площади и значительного по глубине коррозионного поражения обшивки и силовых элементов со стороны внутренней поверхности подпольной части фюзеляжа.

К моменту катастрофы коррозионное состояние фюзеляжа самолёта следует оценивать как катастрофическое, а именно: 
1. В месте начала разрушения (район туалета) суммарная длина в продольном направлении серии сквозных трещин в обшивке фюзеляжа, разделённых 10 перемычками на участке 1523 миллиметров, составляла 1340 миллиметров.
2. В этом же районе практически полностью были уничтожены коррозией стенки и нижние пояса шпангоутов № 32 и 33 и полки верхних поясов шпангоутов № 31, 32 и 35.
3. Материал обшивки и силового набора в обширной зоне между шпангоутами №28-36 имел недопустимые по глубине и площади коррозионные поражения.
4. Коррозионные процессы протекали по механизму электрохимической коррозии на обшивке в районе разрушения панели в течение не менее 2 лет (межкристаллитный характер), а на шпангоутах - в течение не менее 6 лет (расслаивающий характер).

Значительные коррозионные поражения фюзеляжа в районе разрушения явились следствием некачественного выполнения работ по противокоррозионной защите и ремонту повреждённых коррозией участков, о чём свидетельствуют: 
1. Низкое качество и неудовлетворительное состояние ЛКП.
2. Несоответствие ремонтных работ при последнем капитальном ремонте по замене участков шпангоутов, поражённых коррозией, записям в деле ремонта и фактически выполненным работам.
3. Отсутствие следов защитных профилактических противокоррозионных составов.
4. Несоответствие ремонтных накладок на обшивке требованиям нормативных документов и нарушение технологии их установки.

Повышенной интенсивности коррозионного поражения способствовали:
1. Негерметичность бака унитаза в туалете самолёта из-за сквозных трещин и коррозионных язв в местах подварки корпуса, выполненной (наиболее вероятно) при его ремонте.
2. Образование несплошностей материала в местах подварки обусловлено нарушением технологии сварки, заключающейся в пережоге материала сварного шва.
3. Простой в течение 4 месяцев и эксплуатация самолёта в течение года в условиях тропического климата (Африка), где скорость развития коррозионных поражений увеличивается в 1,5 раза.

### Заключение комиссии
Причиной катастрофы рейса СЖЛ-1023 явилось разрушение в полёте хвостовой части фюзеляжа в пределах допустимых эксплуатационных нагрузок вследствие исчерпания статической прочности, вызванного накоплением коррозионно-усталостных повреждений конструкции в процессе эксплуатации с продлёнными межремонтным ресурсом и сроком службы. 
Катастрофа обусловлена сочетанием следующих неблагоприятных факторов: 
1. Поверхностной (без применения инструментальных методов контроля) оценкой комиссией технического состояния борта RA-46516 и необоснованной выдачей в последующем заключения и решения о возможности продления ему межремонтного ресурса и срока эксплуатации.
2. Нарушением требований действующих документов при продлении межремонтного ресурса борту RA-46516 и продлением установленного межремонтного срока эксплуатации без учёта его длительной эксплуатации в условиях влажного и жаркого климата.
3. Несоответствием нормативной документации, регламентирующей организацию работ по установлению и продлению ресурсов и сроков службы гражданских воздушных судов (Положение 1994 года) требованиям безопасности полётов в современных условиях.
4. Нарушением требований технологии ремонта самолёта и бытового оборудования при ремонте в условиях АРЗ.
5. Несовершенством технологической документации по периодическому техническому обслуживанию в части определения коррозионного и коррозионно-усталостного состояния конструкции самолёта в труднодоступных зонах.
6. Недостаточным контролем в эксплуатации труднодоступных зон подпольной части фюзеляжа в части определения состояния элементов конструкции и наличия коррозионных поражений.
7. Невыполнением предписанных противокоррозионных мероприятий по конструкции самолёта при ремонте на АРЗ и в эксплуатации[2].

## Суд
Следствие по делу о катастрофе длилось почти шесть лет. Вначале обвиняемыми были 12 человек, в том числе сотрудники Конструкторского бюро имени Антонова в Киеве и руководители авиакомпании. Но в итоге на скамье подсудимых оказались только шестеро техников (Андрей Андрейчук, Юрий Гладков, Андрей Кондрашов, Александр Кудинов, Дмитрий Мезельский и Николай Романенко), которые в августе 1996 года подписали документ, продлевавший летный ресурс самолёта.
Подсудимые вины не признали и вместе со своими адвокатами утверждали, что в самолет могла попасть ракета. В доказательство этого они утверждали, что за несколько секунд до исчезновения самолета с экранов радаров на них появились два неопознанных объекта, шедших со скоростью в среднем 2400 км в час.
В итоге в январе 2004 года присяжные оправдали всех обвиняемых.

### Комментарии
1. ↑  Здесь и далее указано Всемирное координированное время — UTC